# Broken Bones (album)
Broken Bones è l'undicesimo album in studio del gruppo musicale statunitense Dokken, pubblicato il 21 settembre 2012 dalla Frontiers Records.
Nell'album ha suonato la batteria il turnista Jimmy DeGrasso al posto dell'originario Mick Brown, impegnato in quel periodo con altri progetti, il che fa di Broken Bones l'unico disco del gruppo in cui Brown non compare.
L'album è stato distribuito anche in edizione speciale, con in allegato un DVD bonus contenente un documentario di 30 minuti sulla lavorazione del disco.

## Tracce
Tutte le canzoni sono state composte da Don Dokken e Jon Levin, eccetto dove indicato.
1. Empire – 3:33
2. Broken Bones – 4:54
3. Best of Me – 4:18
4. Blind – 3:23
5. Waterfall – 2:48 (Dokken)
6. The Victim of the Crime – 4:30 (Dokken)
7. Burning Tears – 4:41
8. Today (cover dei Jefferson Airplane) – 4:20 (Marty Balin, Paul Kantner)
9. For the Last Time – 3:58
10. Fade Away – 3:46
11. Tonight – 4:57

Traccia bonus dell'edizione giapponese
1. Can't Fight This Love – 5:11

## Formazione

### Gruppo
- Don Dokken – voce, batteria, produzione
- Jon Levin – chitarre
- Sean McNabb – basso, cori
- Mick Brown – batteria (accreditato nonostante non abbia preso parte alle registrazioni)

### Altri musicisti
- Jimmy DeGrasso – batteria
- Mark Boals – cori

### Produzione
- Darian Rundall, Tim David Kelly, Mike Sutherland – ingegneria del suono
- Bob St. John – missaggio
- Wyn Davis – ingegneria del suono, missaggio nella traccia 8
- Maor Appelbaum – mastering